# 3D (Jung Kook)
3D è un singolo del cantante sudcoreano Jung Kook, pubblicato il 29 settembre 2023 come secondo estratto dal primo album in studio Golden.
Il brano vede la partecipazione del rapper statunitense Jack Harlow.

## Antefatti e pubblicazione
Dopo l'uscita di Seven, Jung Kook ha iniziato a preparare il suo nuovo singolo: ha ricevuto diverse proposte e alla fine ha scelto 3D, essendo l'unica ad averlo convinto. Il 23 settembre, al termine della sua esibizione al Global Citizen Festival, è stata proiettata una clip criptica con la scritta "3D". Poco dopo, la Big Hit Music ha annunciato che si trattava della sua nuova canzone, una collaborazione con Jack Harlow in uscita il venerdì successivo; contestualmente sono stati caricati anche due brevi video teaser intitolati "Hero Film".
Il 2 ottobre è uscito un EP digitale contenente quattro remix, tra cui una versione electro house del DJ britannico A. G. Cook. Il 24 novembre è uscita una nuova versione in collaborazione con Justin Timberlake.

## Descrizione
3D è musicalmente una canzone pop R&B. Ha un'atmosfera nostalgica che ricorda la metà degli anni 2000 e testi sessualmente allusivi in inglese che esprimono la devozione verso un'amante che si desidera raggiungere, a costo di viaggiare attraverso le dimensioni.

## Video musicale
Il video musicale, diretto da Drew Kirsch, è stato reso disponibile in concomitanza con l'uscita del brano attraverso il canale YouTube della Hybe. Si apre con Jung Kook che canta in una cabina telefonica, per poi giocare una partita a scacchi con Harlow e ballare insieme a una crew sotto la pioggia.

## Tracce
Testi e musiche di BloodPop, David Stewart e Jack Harlow.
CD, download digitale e streaming
1. 3D (feat. Jack Harlow) – 3:21
2. 3D (feat. Jack Harlow) (Instrumental) – 3:19
3. 3D (Alternate Ver.) – 2:42

Download digitale e streaming – 3D: The Remixes
1. 3D (feat. Jack Harlow) – 3:21
2. 3D (feat. Jack Harlow) (Instrumental) – 3:19
3. 3D (Alternate Ver.) – 2:42
4. 3D (feat. Jack Harlow) (A. G. Cook Remix) – 3:08
5. 3D (feat. Jack Harlow) (Clean Ver.) – 3:22
6. 3D (feat. Jack Harlow) (Sped Up) – 2:48
7. 3D (feat. Jack Harlow) (Slowed Down) – 3:56

Download digitale e streaming – 3D (MK Remix)
1. 3D (feat. Jack Harlow) (MK Remix) – 3:06

Download digitale e streaming – 3D (Justin Timberlake Remix)
1. 3D (feat. Justin Timberlake) – 2:40 (BloodPop, David Stewart, Jack Harlow e Justin Timberlake)

## Formazione
- Jung Kook – voce, cori
- John Armstrong – assistenza alla registrazione
- BloodPop – produzione, scrittura, tastiera, percussioni, programmazione, tutti gli altri strumenti, registrazione
- Bryce Bordone – assistenza al missaggio
- Eric Eylands – assistenza alla registrazione
- Șerban Ghenea – missaggio
- Jack Harlow – voce ospite, scrittura, cori
- Damien Lewis – percussioni, registrazione
- Pdogg – arrangiamento vocale, registrazione
- Jon Sher – assistenza alla registrazione
- David Stewart – produzione, scrittura, basso, cori, produzione vocale, registrazione

## Successo commerciale
Nel suo giorno di uscita, 3D ha raggiunto la vetta della classifica brani di iTunes in 100 paesi del mondo. Su Spotify ha invece esordito terza nella classifica giornaliera grazie a 6 328 084 riproduzioni, salendo in cima il 2 ottobre con 6 510 174 ascolti.
In Giappone è stato il singolo più scaricato del 29 settembre, collezionando 10 519 download.
3D ha debuttato in quinta posizione sulla Official Singles Chart, rendendo Jung Kook il primo solista coreano a ottenere due posti in top 5 nel Regno Unito. Ha esordito alla stessa posizione della Billboard Hot 100, nella classifica datata 14 ottobre 2023, grazie a 13,6 milioni di riproduzioni in streaming, 3,1 milioni di audience radiofonica e 87 000 download e vendite fisiche registrate nel periodo 29 settembre-5 ottobre.

## Classifiche

### Classifiche settimanali
| Classifica (2023-24) | Posizione massima |
| -------------------- | ----------------- |
| Arabia Saudita       | 3                 |
| Australia            | 7                 |
| Bielorussia          | 9                 |
| Bolivia              | 14                |
| Brasile              | 39                |
| Canada               | 10                |
| Corea del Sud        | 8                 |
| Ecuador              | 19                |
| Egitto               | 20                |
| Emirati Arabi Uniti  | 1                 |
| Estonia              | 23                |
| Filippine            | 1                 |
| Francia              | 49                |
| Germania             | 48                |
| Giappone             | 8                 |
| Hong Kong            | 1                 |
| Indonesia            | 1                 |
| India                | 1                 |
| Irlanda              | 15                |
| Israele              | 79                |
| Italia               | 82                |
| Kazakistan           | 3                 |
| Lettonia             | 7                 |
| Lituania             | 11                |
| Lussemburgo          | 17                |
| Malaysia             | 1                 |
| Medio Oriente        | 1                 |
| Moldavia             | 151               |
| Nordafrica           | 1                 |
| Nuova Zelanda        | 9                 |
| Paesi Bassi          | 54                |
| Perù                 | 6                 |
| Polonia              | 61                |
| Portogallo           | 28                |
| Regno Unito          | 5                 |
| Russia               | 2                 |
| Singapore            | 1                 |
| Slovacchia           | 70                |
| Stati Uniti          | 5                 |
| Svezia               | 80                |
| Svizzera             | 25                |
| Taiwan               | 1                 |
| Ungheria             | 40                |
| Vietnam              | 2                 |

### Classifiche di fine anno
| Classifica (2023) | Posizione |
| ----------------- | --------- |
| Russia            | 122       |
| Classifica (2024) | Posizione |
| Bielorussia       | 53        |
| Kazakistan        | 58        |
| Russia            | 72        |

## Riconoscimenti
- Billboard Music Award[39]
  - 2024 – Candidatura Miglior canzone K-pop globale

- iHeartRadio Music Awards[40]
  - 2024 – Candidatura Miglior video musicale
- Music Awards Japan
  - 2025 – Candidatura Miglior canzone K-pop in Giappone[41]

### Premi dei programmi musicali
- M Countdown
  - 5 ottobre 2023[42]
  - 12 ottobre 2023[43]
  - 19 ottobre 2023[44]